# 58365 Robmedrano
58365 Robmedrano este un asteroid din centura principală de asteroizi.

## Descriere
58365 Robmedrano este un asteroid din centura principală de asteroizi. A fost descoperit pe 27 iulie 1995 la observatorul AMOS din Haleakala. Asteroidul prezintă o orbită caracterizată de o semiaxă mare de 2,58 ua, o excentricitate de 0,11 și o înclinație de 7,0° în raport cu ecliptica.